# 同義反覆
同義反覆（tautology），又稱重言句、套套句、套套逻辑、同義反複，其意義是「把同樣內容換個方式說」。例如「剛開始的初學者」（「初」有「剛開始」的意思）、「他們一前一後地陸續到來」（「一前一後」即是「陸續」的意思）。